# Ряж
Ряж — дерев'яний зруб, що занурюється в ґрунт і заповнюється звичайно сухою, в'язкою, жирною глиною або каменем. Здебільшого застосовується до будівель гідротехнічних для влаштування основи гребель, молів, набережних, іноді і мостових опор та ін. Ряж рубається з круглих колод, у вигляді ящика тієї форми, яка відповідає плану споруди, і для більшої міцності протилежні стіни через відомі проміжки стягуються дерев'яними якорями. Нерідко ряжі робляться з брусів, оброблених на 4 канти (переважно в Скандинавії та Америці, де ряжові споруди дуже поширені). Якщо потрібно, наприклад в мостових опорах, зовнішні частини ряжа обшиваються дошками. Ряж вельми зручно опускати взимку з льоду. Для цього ряж збирається з приготованих колод на тому місці, де потрібно його занурити, потім навколо нього прорубують у льоду борозни (ополонки), після чого в міру завантаження каменем ряж сідає на дно.

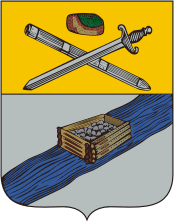
Ряж на гербі Ряжська (1779 рік)

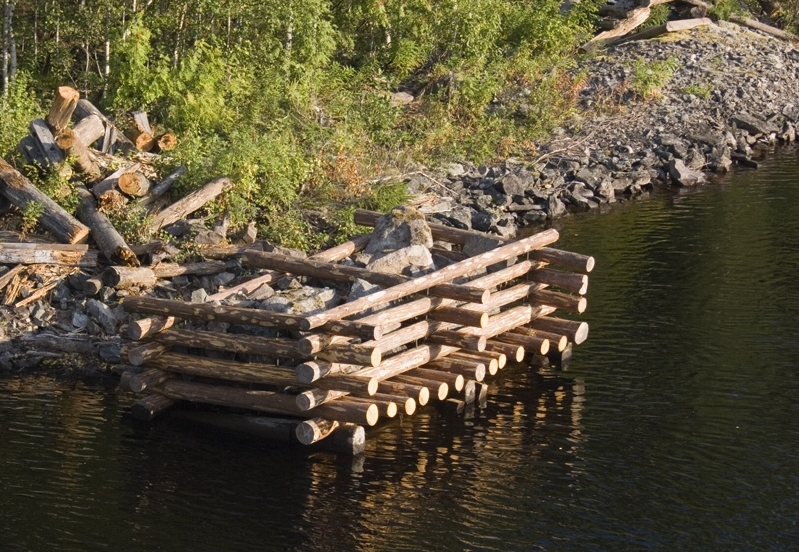
Ряж (Біломоро-Балтійський канал). Ряжі вздовж каналу встановлені для того, щоб убезпечити корпус судна від пошкодження об гострий скельний виступ підводної частини стінки каналу.

Ряжові фундаменти влаштовують у тих випадках, коли твердий ґрунт основи не допускає забивання паль або ж, навпаки, при дуже слабких ґрунтах основи (мул, торф). Оскільки до складу ряжових фундаментів входить дерево, то висота ряжів повинна бути такою, щоб дерево постійно знаходилося під водою, тому висота ряжових фундаментів визначається положенням найнижчого горизонту води під час хвилі. Непридатні ряжові фундаменти в морях, в яких водиться черв, що руйнує дерево. Витрата каменю при ряжах менше, ніж при фундаментах з кам'яного накидання. Ряжі з боку води мають звичайно вертикальні стіни і тому допускають причалювання суден впритул до пристаней, заснованих на них. Ряжі дають дно у випадках, коли доводиться їх засновувати на слабкому ґрунті; при твердих та скелястих ґрунтах дно відсутнє. Ряжі рубають з колод, з'єднуючи колоди в місцях їх перетину в чашку і укладаючи один вінець на інший або впритул, або із зазором. При укладанні вінців із зазором ряжі вимагають застосування достатньої кількості поперечних зв'язків і застосовні лише за наявності досить великого каменю. У плані ряжі роблять у вигляді прямокутників, причому короткі сторони ряжів рубають з цільних колод, довгі ж сторони могли бути зібрані зі зрощених колод.

## Установка ряжів

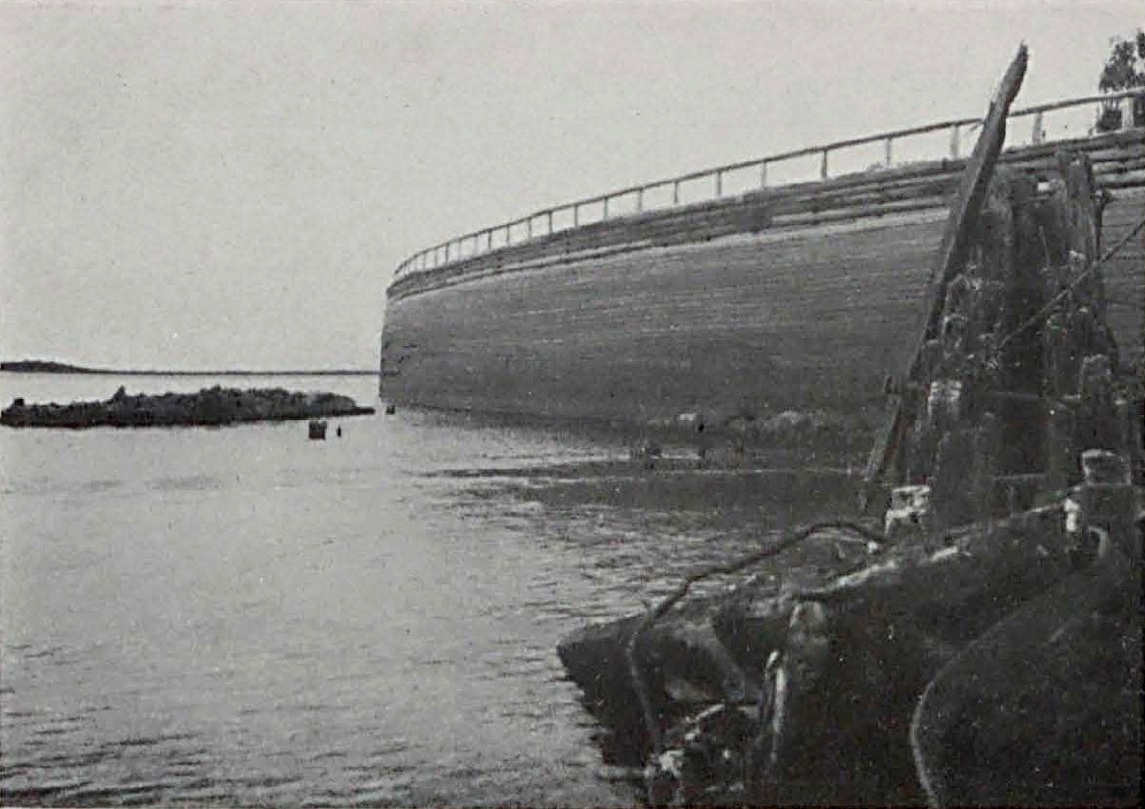
Ряжова набережна та зруйновані льодорізи в Сольвичегодську (1910 рік, зараз не існує)

Коли ряжі служать фундаментом споруд, схильних до сильного прибою хвиль, і особливо, коли ряжі мають велику висоту, вони не можуть бути визнані цілком стійкими; тому для утворення, наприклад, молів у відкритому морі ряжі не завжди застосовні. Перш ніж розпочати роботи з влаштування ряжових фундаментів, проводять дослідження, обмірювання і огляд дна за допомогою водолазів. Нерівності в твердому ґрунті вирівнюють за допомогою кам'яного накидання або шару бетону. У Швеції місце установки ряжів попередньо огороджують (за допомогою водолазів) мішками, заповненими бетоном; між двома такими грядами мішків із бетоном опускають у ящиках бетон для основи. Слабкий ґрунт ущільнюють каменем відповідних розмірів. При невеликій товщині шару нанесення планування дна не потрібно; у цьому випадку ряж, врізавшись нижніми вінцями в шар наносу, лежатиме дном своїм на ущільненому наносі. При великій товщині наносу може вийти в міру завантаження ряжа нерівномірне осадження і жолоблення зрубу.

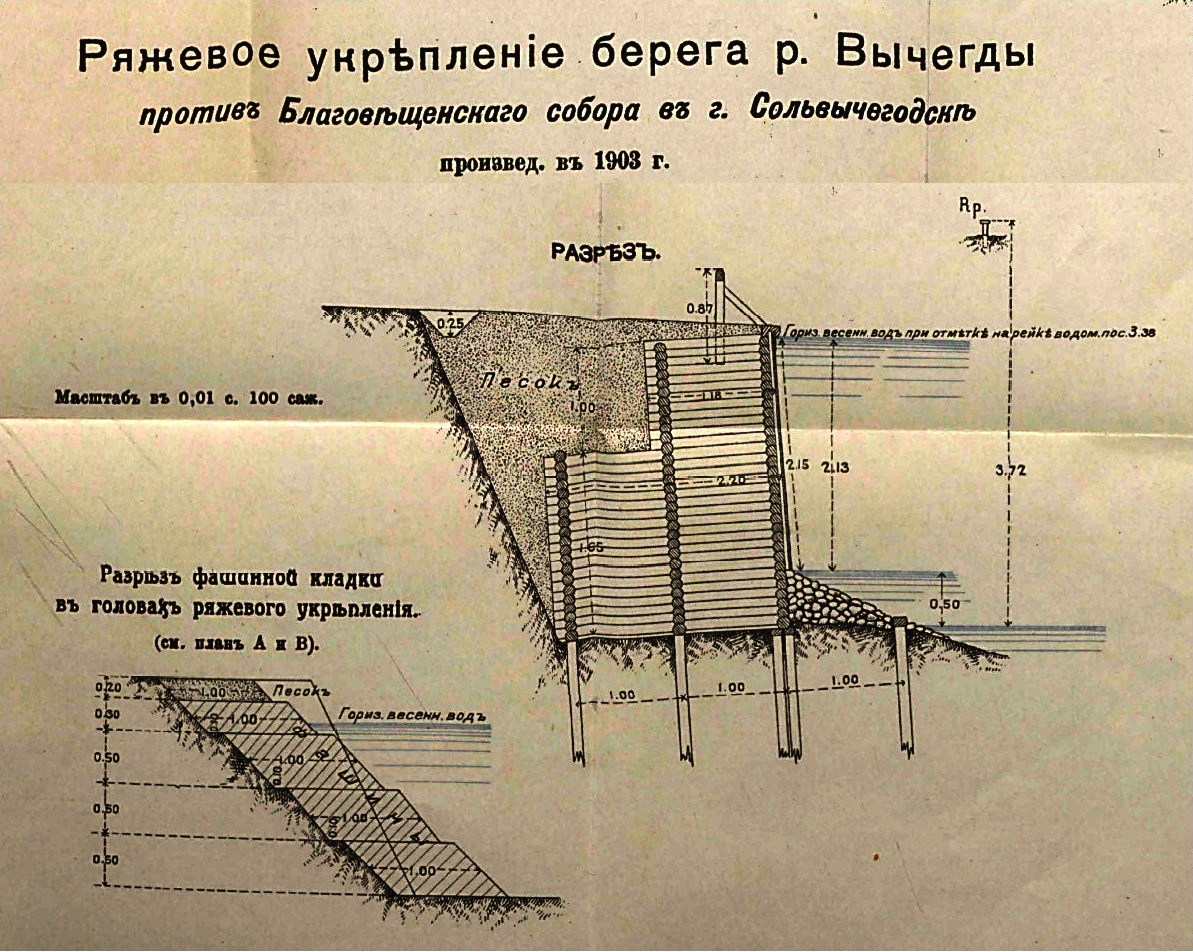
Кресленик ряжового зміцнення берега річки

Дослідження дна та планування проводяться до утворення льоду. Якщо дно водоймища має невеликий ухил, то рублення ряжа ведуть таким чином, щоб комлі колод були звернені в один бік і припали над глибшим місцем дна. При горизонтальному або вирівняному дні водоймища комлі кладуть поперемінно в обидві сторони. Найзручнішим часом для влаштування ряжових фундаментів є зима в тих місцевостях, де в цей час року вода замерзає і утворюється достатньої товщини крижаний покрив, що може витримати вантаж, що припадає на його частку під час цих робіт. Коли вода замерзне, на льоду розбивають роботи. Місце, призначене для ряжа, очищають від льоду, вирубуючи для цього достатньої ширини смугу льоду. Через ополонку, що утворилася таким шляхом, перекидають ряд колод, на яких проводять складання дна і перших чотирьох або п'яти вінців ряжа, після чого колоди, що підтримують ряж видаляють, продовжуючи рублення на воді. У США зруби замінюють клітинами з брусів, причому кожен наступний ряд перекриває попередній у перпендикулярному напрямку; бруси рядів скріплюються між собою, утворюючи жорстку систему. Завантажуваний камінь співрозміряється у цьому випадку з розмірами зазорів між зовнішніми брусами клітин. Від прибою хвиль завантажені каменем клітини захищають кам'яним начерком у вигляді укосу, а проти підмиву їх розташовують при слабкому ґрунті на кам'яній постелі, що лежить на ущільненій основі.